# Єнджеюв-Новий
Єнджеюв-Новий (пол. Jędrzejów Nowy) — село в Польщі, у гміні Якубув Мінського повіту Мазовецького воєводства.
Населення — 388 осіб (2011).
У 1975-1998 роках село належало до Седлецького воєводства.

## Демографія
Демографічна структура станом на 31 березня 2011 року:
|          | Загалом | Допрацездатний вік | Працездатний вік | Постпрацездатний вік |
| -------- | ------- | ------------------ | ---------------- | -------------------- |
| Чоловіки | 201     | 42                 | 139              | 20                   |
| Жінки    | 187     | 34                 | 111              | 42                   |
| Разом    | 388     | 76                 | 250              | 62                   |